# Estadi Sergio León Chávez
L'Estadi Sergio León Chávez és un estadi de futbol de la ciutat d'Irapuato, a Mèxic.
Te una capacitat per a 25.000 espectadors. Va ser inaugurat l'any 1967 i va ser seu de la Copa del Món de Futbol de 1986. És la seu del club Irapuato FC.